# 発汗!シェイプUP
『発汗!シェイプUP』（はっかんシェイプアップ）は、1987年7月5日から同年9月27日までテレビ朝日系列局で放送されていたテレビ朝日製作の健康情報番組である。放送時間は毎週日曜 11:00 - 11:50 （日本標準時）。

## 概要
現代人のライフスタイルに関する様々な情報を伝えていたワイドショーで、健康情報をメインに据えていた。前番組『パァーッといこうぜい』の早期終了に伴い、改編期までのつなぎ番組として放送され、延長されないまま終わった。

## 出演者

### 司会
- 吉田照美
- キャティー
- マダム路子

### レギュラー
- 渡嘉敷勝男
- 小川菜摘
- 小宮孝泰（コント赤信号）
- 湊広子
- 佐々木正洋（当時テレビ朝日アナウンサー）
- ほか